# Bobo Rondelli canta Piero Ciampi
Bobo Rondelli canta Piero Ciampi è il sesto album in studio del cantautore italiano Bobo Rondelli, pubblicato l'11 marzo 2016.

## Descrizione
Con questo disco doppio, Bobo Rondelli rende omaggio al suo grande concittadino Piero Ciampi, reinterpretando le sue canzoni e pubblicandone alcune originali di Ciampi. La prima parte, ovvero la registrazione in live di Bobo Rondelli, è "Ciampi ve lo faccio vedere io", la seconda, ovvero alcune tracce originali di Ciampi, è "Il meglio di Piero Ciampi".
L'album è stato registrato dal vivo presso il Teatro delle Commedie di Livorno.
Anche Sky Arte, ha voluto celebrare questo sodalizio partecipando per la prima al Film Festival di Trieste con il suo speciale “Piero Ciampi – Poeta, Anarchico, musicista”, che vede proprio Bobo Rondelli come protagonista, andato in onda a gennaio 2015 sul canale digitale.
Quest'album ha concorso come finalista nella categoria Interprete di canzoni non proprie dell'edizione 2016 del Premio Tenco.

## Tracce
Ciampi ve lo faccio vedere io
1. Livorno - Live - Bobo Rondelli – 3:53
2. Non so più niente - Live - Bobo Rondelli – 3:12
3. Ha tutte le carte in regola - Live - Bobo Rondelli – 4:16
4. Tu no - Live - Bobo Rondelli – 2:53
5. Il vino - Live - Bobo Rondelli – 3:06
6. Il merlo - Live - Bobo Rondelli – 2:39
7. Quaranta soldati quaranta sorelle - Live - Bobo Rondelli – 2:08
8. Ma che buffa che sei - Live - Bobo Rondelli – 2:53
9. Io e te Maria - Live - Bobo Rondelli – 3:54
10. In un palazzo di giustizia - Live - Bobo Rondelli – 3:58
11. Sporca estate - Live - Bobo Rondelli – 3:23
12. Il natale è il 24 - Live - Bobo Rondelli – 4:18
13. Sul porto di Livorno - Live - Bobo Rondelli – 3:50
14. Lungo treno del sud - Live - Bobo Rondelli – 3:55
15. Adius - Live - Bobo Rondelli – 4:31
16. Fino all'ultimo minuto - Live - Bobo Rondelli – 2:58

Il meglio di Piero Ciampi
1. L'Amore E' Tutto Qui - Piero Ciampi – 2:26
2. Il Vino - Piero Ciampi – 3:05
3. Te Lo Faccio Vedere Chi Sono Io - Piero Ciampi – 3:45
4. Adius - Piero Ciampi – 4:07
5. Io E Te Maria - Piero Ciampi – 4:38
6. Andare Camminare Lavorare - Piero Ciampi – 3:50
7. Ha Tutte Le Carte In Regola - Piero Ciampi – 3:41
8. 40 Soldati 40 Sorelle - Piero Ciampi – 2:32
9. In Un Palazzo Di Giustizia - Piero Ciampi – 3:54
10. Il Giocatore - Piero Ciampi – 3:17
11. Il Lavoro - Piero Ciampi – 6:18
12. Tu No - Piero Ciampi – 3:20
13. Mia Moglie - Piero Ciampi – 6:58
14. Ma Che Buffa Che Sei - Piero Ciampi – 2:47
15. Cosa Resta - Piero Ciampi – 3:41
16. L'Incontro - Piero Ciampi – 5:05
17. Quanto Ti Ho Vista - Piero Ciampi – 3:33
18. Barbara Non C'E'? - Piero Ciampi – 4:30
19. Livorno - Piero Ciampi – 3:40

## Formazione
- Bobo Rondelli - voce e chitarra
- Fabio Marchiori - pianoforte
- Filippo Ceccarini - tromba